# Agroeca trivittata
Agroeca trivittata är en spindelart som först beskrevs av Eugen von Keyserling 1887.  Agroeca trivittata ingår i släktet Agroeca och familjen månspindlar. Inga underarter finns listade i Catalogue of Life.